# Comú (economia social)
|  | Per a altres significats, vegeu «Comú». |

El comú és un concepte ampli que engloba grups autodefinits de persones, que es relacionen en espais autònoms, des dels quals decideixen i gestionen de manera directa recursos col·lectius necessaris per a la comunitat. A més, el comú aspira a una reorganització general de la societat, és a dir, que es presenta com una alternativa real al mercat i l'Estat liberal, en què la ciutadania pot tenir el control dels seus recursos i decidir sobre les regles que regeixen el seu ús, guiant-se pels principis de la democràcia, universalitat i sostenibilitat.
Aquesta perspectiva s'aparta de l’enfocament neoinstitucionalista o l'escola d’Ostrom sobre els recursos d'ús comú, ja que en comptes de centrar-se només en l'eficiència de la gestió, s'explica des d'una lògica relacional, amb totes les seves dimensions socials, ecològiques i emocionals; posant un èmfasi en la solidaritat i els vincles interpersonals.

## Característiques
La comunitat és titular del recurs col·lectiu i decideix de manera directa sobre aquest emprant mecanismes democràtics, seguint a més els principis d'universalitat i sostenibilitat, és a dir, que l'accés al recurs es regula tenint en compte les necessitats de totes les persones i també els límits físics i socials.
Així mateix, els comuns es caracteritzen per ser inalienables i inapropiables, és a dir, que el recurs col·lectiu del qual la comunitat es fa càrrec no pot ser mercantilitzat ni privatitzat. Així que queda fora de les lògiques de l'intercanvi i les valoracions del mercat. El recurs no pot pertànyer a cap altre titular diferent que la comunitat. En altres paraules, primacia de l'ús per sobre de la propietat.
Una altra característica dels comuns és el seu model reproduïble, ja que aquest és aplicable a múltiples realitats, tan pel que fa a maneres d'entendre la comunitat, com als recursos o mecanismes de deliberació democràtics. Així doncs, els comuns també es caracteritzen pel seu dinamisme, adaptabilitat i mutabilitat, en diversos contextos socials, espacials i temporals on es donen.

## Destrucció i creació de comuns
Els processos de destrucció del comú no només consisteixen a impedir l'accés als mitjans de subsistència (al recurs) amb la seva privatització o estatalització, sinó que també destrueixen els drets consuetudinaris i les formes de vida autòctones, abocant les persones a la precarietat, desarrelament i vulnerabilitat.
Diversos processos de recuperació dels comuns han sorgit amb l'objectiu de recuperar-se de la despossessió i alienació a què les comunitats s'han vist abocades per l'acaparament de l'àmbit públic-estatal o privat-mercantil. El procés social pel qual es creen i es reprodueixen els comuns s'anomena comunalitzar.